# Італійська Вікіпедія
Італі́йська Вікіпе́дія (італ. Wikipedia in italiano) — розділ Вікіпедії італійською мовою. Наразі італійський розділ Вікіпедії містить 1 910 020 статей, займаючи за цим показником 9 місце серед усіх мовних розділів.
4 жовтня 2011 року італійська Вікіпедія була закрита на знак протесту щодо законопроєкту «DDL intercettazioni» (Закону «Про прослуховування»).
3 липня 2018 року італійська Вікіпедія зупинила роботу на знак протесту щодо майбутніх законів ЄС, що обмежують свободу слова.

## Історія
Активність в розділі розпочалася з 11 червня 2001 року. Перші статті були про Данте Аліг'єрі, Петрарку, Мандзоні та інших класиків італійської літератури.
У серпні 2005 італійська Вікіпедія наздогнала іспанський і португальський розділ, ставши 8-м розділом за кількістю статей. Основною причиною для стрибка з 56 000 до 64 000 статей була ботозаливка понад 8 тисяч статей про муніципалітети Іспанії. 8 вересня 2005 року, італійський розділ наздогнав і нідерландський, а наступного дня був взятий поріг в 100 000 статей. 11 вересня був обігнаний шведський розділ. Таким чином, Італійська Вікіпедія вийшла на 5 місце за кількістю статей. Бурхливому росту сприяли боти. Наприклад, бот створив понад 35 000 статей про муніципалітети Франції. Водночас 23 вересня 2005 італійську Вікіпедію обганяє польський розділ, де також дуже активно використовувалися ботозаливки.
В середині 2006 року Вікіпедія італійською мовою з'явилася і для мобільних телефонів, які оснащені Wi-Fi або Інтернет-з'єднанням, під назвою Wapedia.
У лютому 2007 року перейшла рубіж у 250 тисяч статей.
У вересні 2007 року Італійська Вікіпедія випустила DVD — версію, в котрій було 300 000 статей. В липні 2008 року вийшло нове видання, що містило близько 450 000 статей і базувалося на вільному програмному забезпеченні, інтерфейс якого максимально близький до онлайн-версії.
22 січня 2008 року була написана 400 000-а стаття. У лютому 2008 була оновлена, втретє, головна сторінка, а кількість зареєстрованих користувачів досягло 250.000. 3 жовтня того ж року італійський розділ вікіпедії здолав позначку в 500 000 статей.
28 червня 2009 року кількість зареєстрованих користувачів перевалило за 400 000, а 28 серпня була створена 600 000-а стаття. 17 грудня того ж року італійська Вікіпедія обганяє японську за числом статей. 22 червня 2010 року була написана 700 000-а стаття.
У 2009 році було нагороджено премією Premiolino — найпрестижнішою в Італії журналістською нагородою.

### 2010—2011

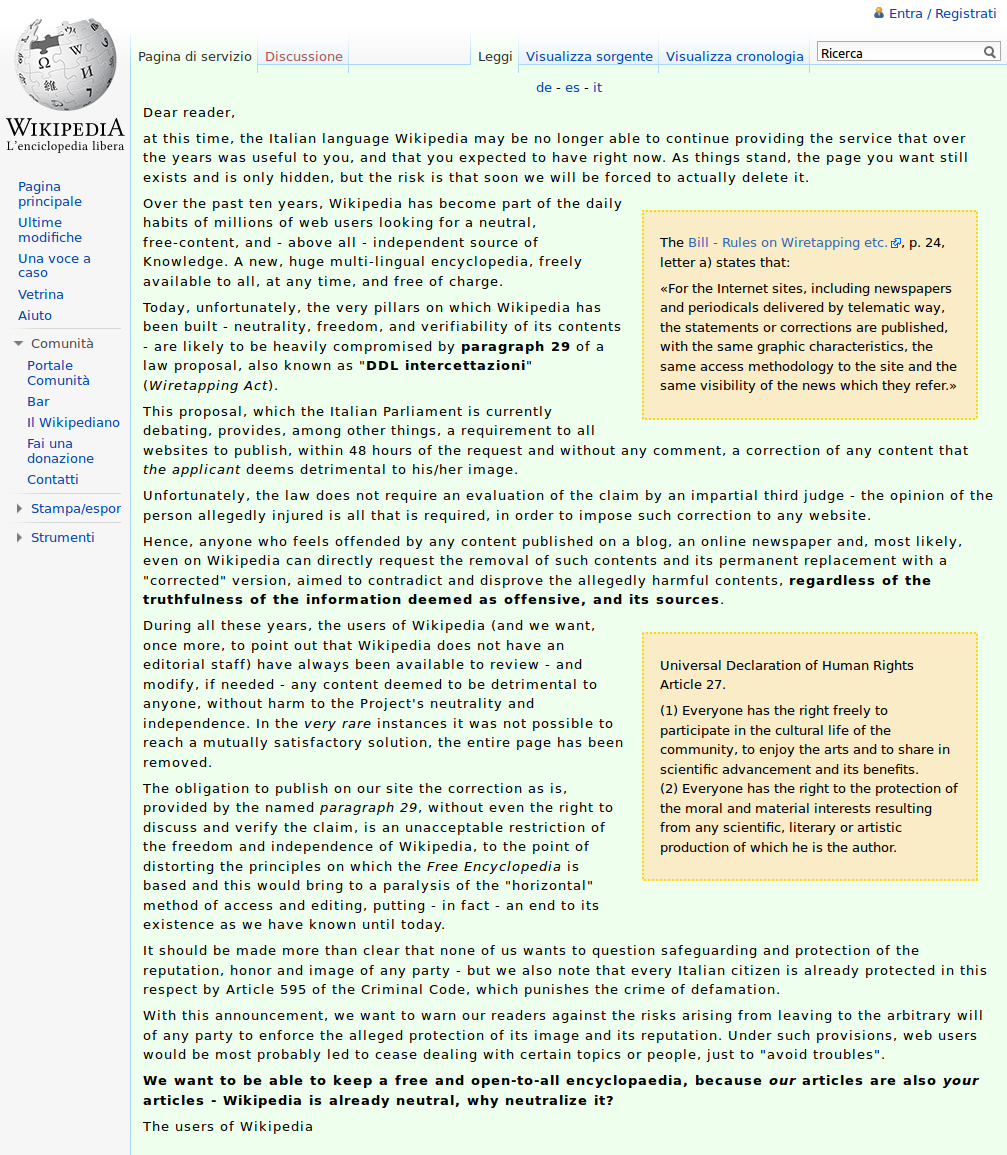
Протестна заява учасників італійської вікіпедії

28 вересня 2010 року італійська Вікіпедія вперше обганяє польську за числом статей, надалі вони кілька разів мінялися місцями, але із 24 жовтня 2010 року і до 12 травня 2011 року італійський розділ знову займає п'яте місце за кількістю статей, поступаючись польському розділу.
12 травня 2011 року кількість статей збільшується до 800 000 й італійський розділ знову обганяє за кількістю статей польський і виходить на четверте місце.
22 січня 2013 видання Вікіпедії італійською мовою досягає кількості статей в 1 000 000.

#### Протест проти законопроєкту
4 жовтня 2011 італійська Вікіпедія була закрита на знак протесту проти законопроєкту, що розглядається в парламенті країни. Законопроєкт передбачає обов'язкове виправлення або видалення з інтернет-ресурсів будь-якої інформації, яку заявник вважає такою, що завдає шкоди його репутації, причому для цього не потрібно буде навіть рішення суду або формального припису від правоохоронних органів. При переході на будь-яку сторінку італійської Вікіпедії проводився редирект на таку заяву it:Wikipedia:Comunicato 4 ottobre 2011 (італ.) Заява за перші два дні протесту була переглянута 7 976 544 рази.
3 липня 2018 року італійська Вікіпедія зупинила роботу та страйкує проти директиви ЄС щодо авторського права на єдиному цифровому ринку.

## Статистика
Станом на 26 березня 2025 року італійський розділ Вікіпедії містить 1 910 020 статей. Зареєстровано 2 620 330 користувачів, з них 8115 здійснили якусь дію за останні 30 днів, а 117 користувачів мають статус адміністратора. Загальна кількість редагувань становить 143 924 168.

## Нагороди
Італійська Вікіпедія отримала:

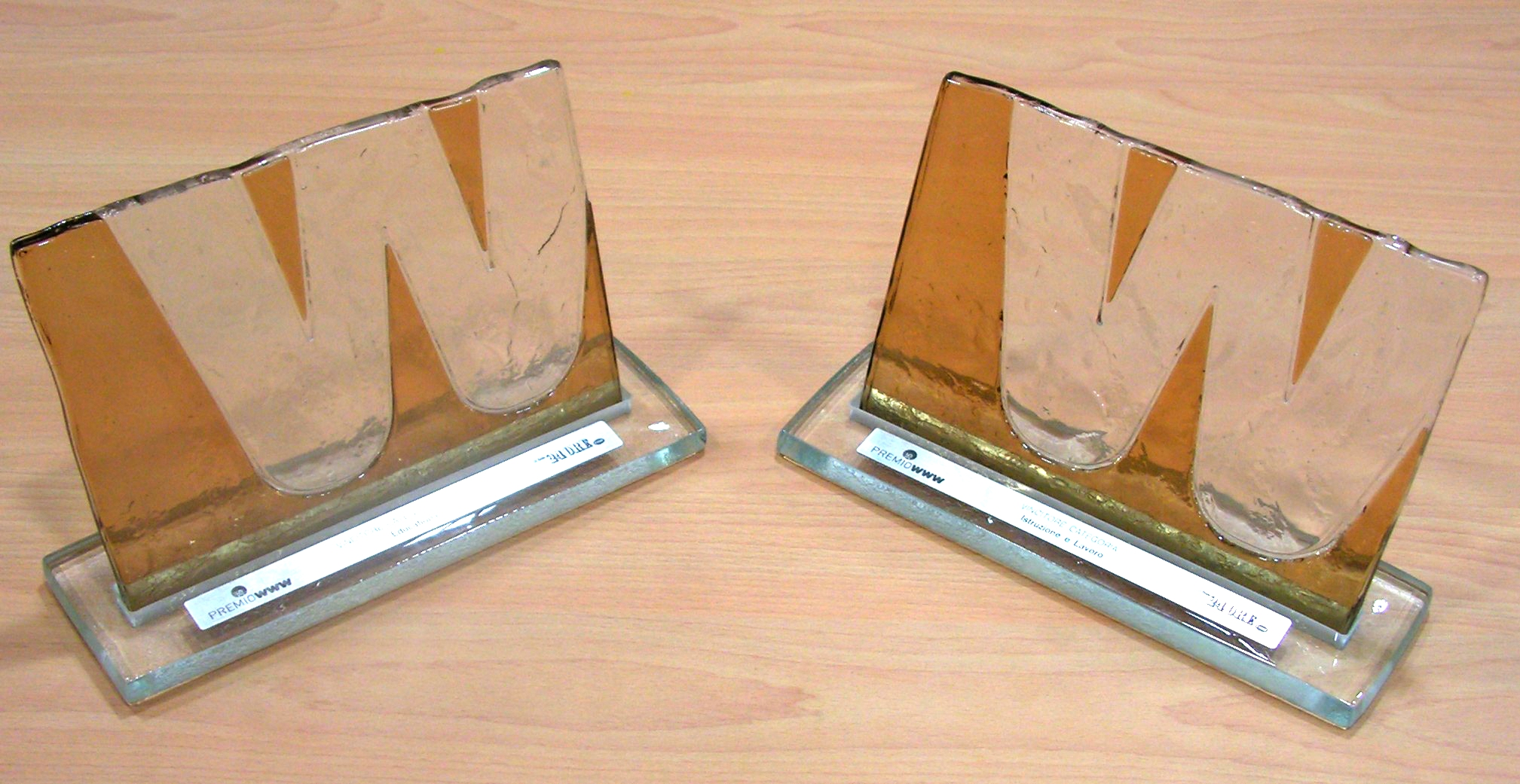

- Дві нагороди на Premio WWW, організованому Il Sole 24 Ore[7][8].